# Società Sportiva Lazio Nuoto 1912
Questa voce raccoglie le informazioni riguardanti la Società Sportiva Lazio Nuoto nelle competizioni della stagione 1912.

## Rosa
| N° |                   | Ruolo | Giocatore           |
| -- | ----------------- | ----- | ------------------- |
| -  | Italia (bandiera) | P     | Schiavi             |
| -  | Italia (bandiera) |       | Romeo Tofini        |
| -  | Italia (bandiera) |       | Luigi Kustermann    |
| -  | Italia (bandiera) |       | Umberto Torchio     |
| -  | Italia (bandiera) |       | Giovanni Kustermann |
| -  | Italia (bandiera) |       | Remo Forlivesi      |
| -  | Italia (bandiera) |       | Chiesa              |

## Risultati

### Campionato
| Napoli 14 settembre 1912 | Lazio | 2 – 1 | Partenope |  |

| Napoli 14 settembre 1912 | Genoa | – | Lazio |  |